# Monika Szyłkowska
Monika Szyłkowska – doktor habilitowany w zakresie nauk o bezpieczeństwie, profesor na Wydziale Bezpieczeństwa, Logistyki i Zarządzania Wojskowej Akademii Technicznej oraz prorektor ds. studenckich tej uczelni od roku 2020.

## Wykształcenie i stopnie naukowe
W roku 2004 ukończyła studia na Wydziałe Prawa Wyższej Szkoły Zarządzania i Prawa w Warszawie, a w roku 2006 studia podyplomowe w Akademii Obrony Narodowej na Wydziale Strategiczno-Obronnym, kierunek: bezpieczeństwo narodowe.
Stopień naukowy doktora w dziedzinie nauk społecznych, w dyscyplinie nauki o bezpieczeństwie, uzyskała w 2014 na Wydziale Bezpieczeństwa Wewnętrznego Wyższej Szkoły Policji w Szczytnie (tytuł pracy: Ochrona cyberprzestrzeni w systemie bezpieczeństwa narodowego Rzeczpospolitej Polskiej). Na tej samej uczelni w roku 2020 uzyskała stopień naukowy doktora habilitowanego, również w dziedzinie nauk społecznych i w dyscyplinie nauki o bezpieczeństwie (tytuł pracy: Piąty wymiar bezpieczeństwa - cyberprzestrzeń. Wyzwania, zagrożenia, implikacje).

## Zatrudnienie i awanse
W 2011 rozpoczęła pracę w Wojskowej Akademii Technicznej (WAT). Od 2015 pracownik badawczo-dydaktyczny Instytutu Bezpieczeństwa i Obronności Wydziału Bezpieczeństwa, Logistyki i Zarządzania WAT. Od 2016 pełniła funkcję kierownika Zakładu Strategii i Systemów Obronnych (obecnie Zakład Studiów Obronnych). Od lipca 2020 profesor WAT na Wydziale Bezpieczeństwa, Logistyki i Zarządzania.
28 września 2020 otrzymała nominację na funkcję prorektora ds. studenckich WAT.

## Tematyka prac naukowych
Jej prace naukowe obejmowały zagadnienia bezpieczeństwa cyberprzestrzeni, wirtualnej tożsamości oraz prawnych aspektów bezpieczeństwa, w obszarze których prowadzi działalność naukową i dydaktyczną. 
Opublikowane artykuły naukowe dotyczyły w szczególności problemów cyberkonfliktu w kontekście konfliktu zbrojnego, tworzenia systemu bezpieczeństwa w warunkach niepewności i ryzyka, roli czynnika ludzkiego w rozprzestrzenianiu się zagrożeń, bezpieczeństwa osobistego w kontekście ochrony prywatności cyfrowej, metodologii oddziaływania rosyjskiej miękkiej i twardej siły na Estonię, logistyki międzynarodowej i międzynarodowych systemów logistycznych.
W pracy zbiorowej Encyklopedia bezpieczeństwa narodowego, Warszawa 2023, ISBN 978-83-8017-473-3, dostępnej również online, M. Szyłkowska jest autorem rozdziałów: Wojska Obrony Cyberprzestrzeni, Suwerenność technologiczna, Infodemia, oraz współautorem rozdziałów: Cyberbezpieczeństwo, Bezpieczeństwo danych, Cyberprzestrzeń, Cyberzagrożenie, Cyberatak.
Członkini międzynarodowej organizacji Information Systems Security Association (ISSA).

## Publikacje książkowe
- M. Szyłkowska, Bezpieczeństwo informacyjne państwa – wybrane problemy, Toruń 2020, ISBN 978-83-8180-147-8
- M. Szyłkowska, Piąty wymiar bezpieczeństwa – cyberprzestrzeń. Wyzwania, zagrożenia, implikacje, Kraków 2019, ISBN 978-83-8129-557-4
- R. Kowalski, J. Kozioł, M. Szyłkowska, B. Wiśniewski, Bezpieczeństwo procesów decyzyjnych, Wrocław 2018, ISBN 978-83-7454-445-0
- M. Szyłkowska (red.), Wiedza i innowacje wiWAT 2021, Poznań 2022, ISBN 978-83-67138-72-7

## Nagrody i odznaczenia
Laureatka nagrody Ministra Obrony Narodowej w zakresie działalności dydaktycznej. W 2018 r. została odznaczona brązowym Medalem „Siły Zbrojne w Służbie Ojczyzny”.